# 愛あらばIT'S ALL RIGHT
『愛あらばIT'S ALL RIGHT』（あいあらば イッツオールライト）は、モーニング娘。21枚目のシングル。2004年1月21日に発売された。

## 概要
安倍なつみのモーニング娘。在籍時のラストシングル。初回盤は三方背BOX仕様、52Pフォトブック付。ジャケット裏は安倍を中心に15人が並ぶデザイン。
歌番組出演時およびPVの衣装はベレー帽とブレザーにチェックのスカート。
ベレー帽とブレザーは、●ピンクと●水色の2色。

## 収録曲
全作詞・作曲：つんく
1. 愛あらばIT'S ALL RIGHT
編曲：小西貴雄
2. 出来る女
編曲：鈴木俊介
3. 愛あらばIT'S ALL RIGHT (Instrumental)

## 参加メンバー
- 1期：飯田圭織、安倍なつみ
- 2期：矢口真里
- 4期：石川梨華、吉澤ひとみ、辻希美、加護亜依
- 5期：高橋愛、紺野あさ美、小川麻琴、新垣里沙
- 6期：藤本美貴、亀井絵里、道重さゆみ、田中れいな

## 参加ミュージシャン
- 小西貴雄 - プログラミング(1)
- 勝浦剛 - マニピュレーター(1)
- 佐々木史郎 - トランペット(1)
- 河合わかば - トロンボーン(1)
- 金子隆博 - テナーサックス(1)
- 山本公樹 - アルトサックス(1)
- 鈴木俊介 - プログラミング&ギター(2)
- スティング宮本 - ベース(2)
- 中西康晴 - ハモンドオルガン(2)
- 稲葉貴子 - コーラス(2)

## 収録アルバム
- ベスト! モーニング娘。2
- モーニング娘。 ALL SINGLES COMPLETE 〜10th ANNIVERSARY〜